# Jerzy Dudek
Jerzy Henryk Dudek (uitspraak: [ˈjɛʐɨ ˈdudɛk], ong. jezji doedek) (Rybnik, 23 maart 1973) is een Pools voormalig voetbalkeeper. Als doelman was hij actief bij Concordia Knurów, Sokół Tychy, Feyenoord, Liverpool, Real Madrid en het Pools voetbalelftal.

## Clubcarrière
Dudek begon in de jeugd bij Concordia Knurów waar hij vanaf 1991 ook in het eerste elftal in de II liga speelde. Hij ging in 1995 naar Sokół Tychy dat uitkwam in de Ekstraklasa. Dudek speelde vanaf 1996 bij Feyenoord. Als keeper van Feyenoord werd hij landskampioen en winnaar van de Johan Cruijff Schaal. Ook ontving hij, wegens prima spel, diverse onderscheidingen waaronder de Nederlandse Gouden Schoen. Dit zorgde ervoor dat Dudek in de kijker terechtkwam van Europese topclubs als Arsenal en Liverpool. Na veel geruchten, vertrok Dudek naar Liverpool, waar hij de vervanger werd van Sander Westerveld.
Hoewel Dudek bij Liverpool bijna sinds het begin onder vuur had gelegen, groeide hij op 25 mei 2005 tijdens de finale van de UEFA Champions League tegen AC Milan, uit tot de redder van zijn team door enige fabuleuze reddingen in de slotfase van de wedstrijd bij de stand 3–3 (na een 3–0-ruststand voor Milan).
Tijdens de daaropvolgende strafschoppenreeks wist Dudek, dansend op de lijn, twee schoten te keren, waardoor Liverpool de finale won. Enkele wedstrijden later belandde Dudek echter op de reservebank, omdat de Spaanse keeper José Manuel Reina de voorkeur kreeg van trainer Rafael Benítez.
In juli 2007 vertrok hij transfervrij naar Real Madrid. Een opmerkelijke keuze aangezien bij de Spaanse club Iker Casillas eerste doelman is en Casillas over het algemeen in het Spaans nationaal elftal de voorkeur krijgt boven Reina, van wie Dudek de concurrentiestrijd al niet kon winnen. Op 20 juli 2009 bereikte Dudek een overeenkomst om zijn aflopende contract bij Real Madrid met nog een jaar extra te verlengen. Op 10 maart 2010 liet Dudek tegenover de NOS weten dat hij in onderhandeling was met Feyenoord om daar in de zomer terug te keren. Op 15 juli 2010 werd bekend dat Dudek nog een jaar in Madrid blijft spelen.

## Interlandcarrière
Sinds 1998 was Dudek ook actief als keeper voor het Poolse nationale elftal, waarmee hij deelnam aan het WK en EK. Hij maakte zijn debuut voor de nationale ploeg op 25 februari 1998 in de vriendschappelijke uitwedstrijd tegen Israël, dat de Polen met 2–0 verloren. Dudek trad in dat duel in de rust aan als vervanger van Adam Matysek. Hij speelde zijn 60ste en laatste interland op 4 juni 2013, toen hij in de oefenwedstrijd tegen Liechtenstein (2–0) na 34 minuten plaatsmaakte voor Artur Boruc.

## Statistieken
| Seizoen | Team             | Duels | Goals | Competitie       |
| ------- | ---------------- | ----- | ----- | ---------------- |
| 1991/95 | Concordia Knurów | 119   | 0     | II liga          |
| 1995/96 | Sokół Tychy      | 15    | 0     | Ekstraklasa      |
| 1996/97 | Feyenoord        | 0     | 0     | Eredivisie       |
| 1997/98 | Feyenoord        | 34    | 0     | Eredivisie       |
| 1998/99 | Feyenoord        | 34    | 0     | Eredivisie       |
| 1999/00 | Feyenoord        | 34    | 0     | Eredivisie       |
| 2000/01 | Feyenoord        | 34    | 0     | Eredivisie       |
| 2001/02 | Feyenoord        | 3     | 0     | Eredivisie       |
| 2001/02 | Liverpool        | 35    | 0     | Premier League   |
| 2002/03 | Liverpool        | 30    | 0     | Premier League   |
| 2003/04 | Liverpool        | 30    | 0     | Premier League   |
| 2004/05 | Liverpool        | 24    | 0     | Premier League   |
| 2005/06 | Liverpool        | 6     | 0     | Premier League   |
| 2006/07 | Liverpool        | 2     | 0     | Premier League   |
| 2007/08 | Real Madrid      | 1     | 0     | Primera División |
| 2008/09 | Real Madrid      | 0     | 0     | Primera División |
| 2009/10 | Real Madrid      | 0     | 0     | Primera División |
| 2010/11 | Real Madrid      | 1     | 0     | Primera División |

## Erelijst

### Als speler
Feyenoord
- Eredivisie: 1998/99
- Johan Cruijff Schaal: 1999

 Liverpool
- UEFA Champions League: 2004/05
- UEFA Super Cup: 2005
- FA Cup: 2005/06
- EFL Cup: 2002/03
- FA Community Shield: 2006

 Real Madrid
- Primera División: 2007/08
- Copa del Rey: 2010/11
- Supercopa de España: 2008

### Individueel
- Nederlands keeper van het jaar: 1998/99, 1999/00
- Nederlandse Gouden Schoen (als eerste buitenlander): 1999/00
- Pools voetballer van het jaar: 2000
- Alan Hardaker Trofee: 2003